# Cleigastra apicalis
Cleigastra apicalis är en tvåvingeart som först beskrevs av Johann Wilhelm Meigen 1826.  Cleigastra apicalis ingår i släktet Cleigastra och familjen kolvflugor. Arten är reproducerande i Sverige. Inga underarter finns listade i Catalogue of Life.